# Жоффруа II де Віллардуен
Жоффруа II де Віллардуен (*фр. Geoffroi II de Villehardouin; бл. 1195– 6 травня 1246) — 3-й володар Ахейського князівства в 1229—1246 роках.

## Життєпис
Походив з шампанського шляхетського роду Віллардуенів. Старший син Жоффруа I, князя Ахейського. Народився в родинному замку Віллардуенів. 1207 року разом з матір'ю приєднався до батька в Ахайї. 1217 року було влаштовано шлюб з представницею роду Куртене.
Посів трон 1229 року. У внутрішній політиці намагався забезпечити мирне існування французького лицарства та місцевого грецького населення. Тому надавав підтримку православному духовенству, звільнивши його від податків і військової служби. Це викликало невдоволення у католицьких священиків, які бажали збирати з місцевих греків церковну десятину. Православні священики податків з населення не вимагали і існували на добровільні пожертвування. Протягом 3 років Жоффруа II не дозволяв католикам збирати десятину в своїх володіннях. За підтримки православних священників почав більш ефективний збір податків, накопичивши чималі кошти. На ці гроші Жоффруа II побудував в Еліді замок Хломуці, а також реорганізував армію і флот. Фінансове становище латинського кліру погіршилося, тому воно звернулися зі скаргою до папи римського Григорія IX, який наклав на Жоффруа II інтердикт. Але погіршення становища Латинської імперії, змусило папу римського незабаром зняти відлучення, оскільки князь Ахейї надсилав суттєву фінансову допомогу регенту латинської імперії Жану де Брієну.
У 1236 році, коли нікейський імператор Іоанн III Дука Ватац і болгарський цар Іван Асен II взяли в облогу Константинополь, Жоффруа II на чолі 100 лицарів, 800 лучників прибув на допомогу де Брієну. За допомогою венеційців і ахейського князя облога була знята. У тому ж році Маттео I Орсіні, пфальцграф Кефалонії та Закінфу Жоффруа II подарував імператорові Балдуїну II 22 тис. золотих гіперпіронів. Натомість отримав володіння в центральній Греції, на острові Егіна і кілька островів в Егейському морі. У 1237 році передав лікарну в столиці князівства — Андравіді, Тевтонському ордену. 1238 року знову прийшов на допомогу Константинополю, проти якого виступили нікейські війська. 1238 року планував приєднатися до хрестового походу Теобальда I, короля Наварри, але папа римський наказав йому допомагати Латинській імперії.
1240 року здійснив прощу до Палестини. У 1243 році у відповідь на помилкову чутку про смерть латинського імператора Балдуїна II прибув до Константинополя, щоб забезпечити регентство під час малолітства небожа своєї дружини — Філіпа.
Помер Жоффруа II де Віллардуен в 1246 році. Його поховано у церкві монастиря Святого Якова в Андравіді. Владу спадкував брат Вільгельм II.

## Родина
Дружина — Агнеса, донька П'єра I, імператора Латинської імперії
дітей не було